# Frank-Toyo
Frank-Toyo, Cyndarella-Isotonic oder Isotonic-Cyndarella war ein schweizerisches Radsportteam, das von 1987 bis 1990 bestand.

## Geschichte
Das Team wurde 1987 von Robert Thalmann gegründet. Im ersten Jahr wurde Platz 6 bei Firenze–Pistoia und siebte Plätze bei der Luxemburg-Rundfahrt, dem Grand Prix Eddy Merckx und dem Grosser Preis des Kantons Aargau erreicht. Neben den Siegen konnte das Team zweite Plätze bei der Trofeo Baracchi, der Wartenberg-Rundfahrt, Platz 3 bei Visp-Grächen sowie Platz 4 bei der Tour de Suisse und Platz 11 bei dem Giro d’Italia erzielen. 1989 wurde Platz 2 bei der Tour de Suisse sowie jeweils dritte Plätze bei der Wartenberg-Rundfahrt und der Coppa Sabatini verwirklicht. 1990 wurde mit Platz 4 erneut ein gutes Ergebnis bei der Tour de Suisse errungen. Weitere Platzierungen waren zweite Plätze bei Firenze–Pistoia und der Berner Rundfahrt, dritte Plätze beim Giro di Puglia und der Kaistenberg-Rundfahrt und neunte Plätze bei Tirreno-Adriatico und der Tour de Romandie. Nach der Saison 1990 löste sich das Team auf.
Hauptsponsor war in den ersten beiden Jahren die schweizerische Firma Cyndarella, welche Fruchtsäfte und Fruchtsaftgetränke sowie isotonische Erfrischungsgetränke vertrieben hat. 1989 bis 1990 war ein schweizerischer Reifenhändler Hauptsponsor und Co-Sponsor war ein japanischer Reifenhersteller.

## Erfolge
1987
- eine Etappe Tour de Suisse
- zwei Etappen Tour de Romandie[3]
- eine Etappe Vuelta a La Rioja
- eine Etappe Grand Prix Guillaume Tell
- Grand Prix Chiasso
- Giro del Lago Maggiore

1988
- Gesamtwertung und eine Etappe Grand Prix Guillaume Tell
- eine Etappe Tour de Suisse
- eine Etappe Tour de Romandie

1989
- Gesamtwertung und zwei Etappen Grand Prix Guillaume Tell
- eine Etappe Tour de Suisse
- eine Etappe Giro d’Italia

1990
- Gesamtwertung und drei Etappen Grand Prix Guillaume Tell
- eine Etappe Tour de Suisse
- eine Etappe Tour de Romandie
- eine Etappe Schwabenbräu Cup MZF
- GP Lugano
- Schweizer Meister – Strassenrennen

## Monumente-des-Radsports-Platzierungen
| Grand Tour        | 1987 | 1988 | 1989 | 1990 |
| ----------------- | ---- | ---- | ---- | ---- |
| Giro d’ItaliaGiro | –    | 11   | 38   | 50   |

## Bekannte Fahrer
- Beat Breu (1987–1988)
- Fabian Fuchs (1987–1988)
- Daniel Gisiger (1987–1988)
- Rolf Järmann (1987–1990)
- Karl Kälin (1989–1990)
- Daniel Steiger (1989–1990)
- Marco Vitali (1990)